# جیمی فی
جیمی فی (انگلیسی: Jimmy Fay؛ 29 March 1884 – ۱۹۵۷ (۷۲−۷۳ سال)) بازیکن فوتبال بود.